# Aràmits
Aràmits (en francès Aramits, en basc Aramitze) és un municipi francès situat al departament dels Pirineus Atlàntics i a la regió de la Nova Aquitània.

## Demografia
| Evolució de la població |      |       |       |       |       |       |       |       |
| 1793                    | 1800 | 1806  | 1821  | 1831  | 1836  | 1841  | 1846  | 1851  |
| 1 024                   | 938  | 1 001 | 1 220 | 1 264 | 1 317 | 1 303 | 1 306 | 1 249 |

| 1856  | 1861  | 1866  | 1872  | 1876  | 1881  | 1886  | 1891 | 1896 |
| ----- | ----- | ----- | ----- | ----- | ----- | ----- | ---- | ---- |
| 1 209 | 1 150 | 1 073 | 1 024 | 1 040 | 1 110 | 1 031 | 962  | 986  |

| 1901 | 1906 | 1911 | 1921 | 1926 | 1931 | 1936 | 1946 | 1954 |
| ---- | ---- | ---- | ---- | ---- | ---- | ---- | ---- | ---- |
| 953  | 953  | 940  | 796  | 766  | 753  | 740  | 697  | 642  |

| 1962 | 1968 | 1975 | 1982 | 1990 | 1999 | 2006 | 2011 | 2016 |
| ---- | ---- | ---- | ---- | ---- | ---- | ---- | ---- | ---- |
| 622  | 600  | 621  | 602  | 588  | 653  | -    | -    | -    |

| 2019 | - | - | - | - | - | - | - | - |
| ---- | - | - | - | - | - | - | - | - |
| -    | - | - | - | - | - | - | - | - |

## Administració
| Període   | Identitat      | Partit |
| --------- | -------------- | ------ |
| 1983-1989 | Pierre Louis   |        |
| 1989-     | Daniel Lourtau |        |

## Personatges il·lustres
Aramis, de veritable nom Henri d'Aramitz, fill de Charles d'Aramitz. Fou mariscal de la Companyia dels Mosqueters i immortalitzat en la novel·la Els tres mosqueters d'Alexandre Dumas.